# 菱形國際象棋
菱形國際象棋（Rhombic Chess），是由Tony Paletta在1980年推出一種使用菱形格為棋盤的國際象棋變體。

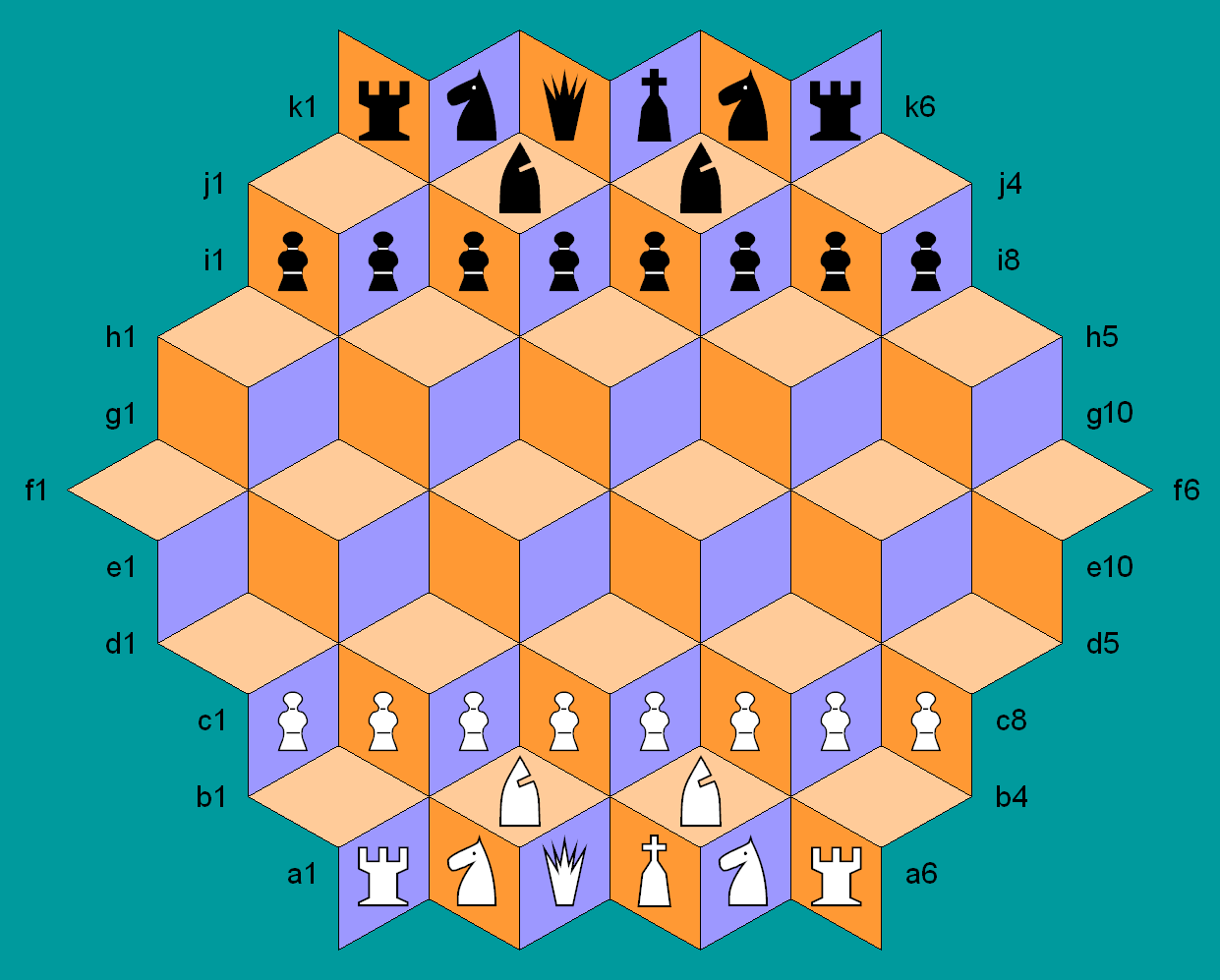
菱形國際象棋初始布置

## 遊戲規則
- 使用國際象棋棋子，棋盤為七十二塊菱形組成的六角型棋盤。
- 原先棋子平移的縱、橫向在此棋盤指循對邊格直行；斜向指循對角格直行。
- 教主除了可以斜行外，還可到鄰邊格一格。
- 騎士的跨移改為，到鄰邊一格在朝外至鄰角格。
- 並沒有王車易位。
- 其他依照正統的國際象棋規則[1]。